# Saint Gréé
St Gréé (già San Grato) è una località turistica invernale ed estiva di Viola in provincia di Cuneo.

## Geografia fisica
St. Gréé sorge a 1010 m s.l.m., ai piedi del Bric Mindino (1879 m) nell'alta Valle Mongia e dista circa 3 km dal centro di Viola e 67 km da Cuneo. Intorno alla località si affacciano, oltre al Mindino, la Rocca dei Corvi (900 m), il Monte Antoroto (2144 m).

## Storia
Il paese conobbe un rapido sviluppo urbano negli anni settanta, che coincise con l'installazione di impianti sciistici all'avanguardia (prodotti ad Angoulême, in Francia) a quota 1200 metri e la costruzione di moderne strutture alberghiere. In quegli anni il borgo divenne un'ambita meta turistica nel cuore delle Alpi Liguri.
Fondata il 5 gennaio 1976 ad opera dell'ing. Giacomo Augusto Fedriani, Saint.Gréé vide nel decennio successivo il culmine dello sviluppo, quando divenne il centro turistico alberghiero più grande d'Europa.
L'idea del suo fondatore fu quella di creare una stazione di tipo "concava" in analogia alla stazione di Les Palude (Francia) costituita da un corpo centrale (la Porta della Neve) collegato tramite tunnel ad altri edifici, che racchiudeva al suo interno tutto quanto necessario per il soggiorno e lo svago sia in inverno che in estate.
La Porta della Neve, posta a pochi metri degli impianti sciistici e collegata mediante un tunnel alla seggiovia del Nej, permetteva agli ospiti in arrivo presso il piazzale St.Gréé, 50 metri più in basso, di raggiungere comodamente la partenza degli impianti sciistici, mediante scale mobili o ascensori.
Al suo interno la Porta della Neve racchiudeva il cinema/teatro, la sala giochi, il supermercato, la palestra, il bar dotato di piscina interna, esterna e grandissimo solarium, la farmacia, il ristorante, la pizzeria, diverse boutique, un negozio di fotografia, il noleggio attrezzature sportive, un punto di pronto soccorso, la scuola sci, un ristorante dedicato agli sciatori, accessibile direttamente dalle piste da sci, le sedi di due sci club ed una grandissima hall adatta ad organizzare spettacoli di diversa natura e serate di cabaret.
Alla località fu attribuito inizialmente il nome di San Grato. Nel corso degli anni divenne Saint Gréé (francese per San Grato). Il nome ufficiale abbreviato è St.Gréé a cui usualmente si apponeva il suffisso Viola per dare lustro al Comune capoluogo, posto a 4 km dalla stazione invernale.
Nel corso degli anni '80 St.Gréé ospitò numerosi eventi mondani tra i quali la trasmissione EURONOTE prodotta dalla RAI in pianta stabile a St.Gréé, serate di cabaret allietate dalla presenza di importanti star: Fiordaliso, Nick Kamen, Ivana Spagna, Den Harrow, Ornella Muti, Gegia, l'illusionista El Drago, Carlo Cori, il mago Forest, le ragazze Fast Food di "Drive In", noto programma ideato da Antonio Ricci.
Nel 1983 ospitò i campionati italiani assoluti di sci alpino.
La Porta della Neve, collegata all'albergo Le Grange, disponeva di alcune centinaia di posti letto, organizzati su diversi fabbricati, tutti collegati al complesso principale Porta della Neve. Il bacino sciabile, vasto circa 40 km, spaziava dal monte Nej al monte Mindino e attraversava i comuni di Pamparato, Garessio e Viola. La stazione sciistica disponeva di 2 seggiovie, 11 skilift e 2 manovie. In progetto, ma rimasti sulla carta, altri 5 impianti sciistici, uno dei quali doveva collegare St.Gréé alla stazione di Garessio 2000 posta sul versante opposto del monte Mindino.

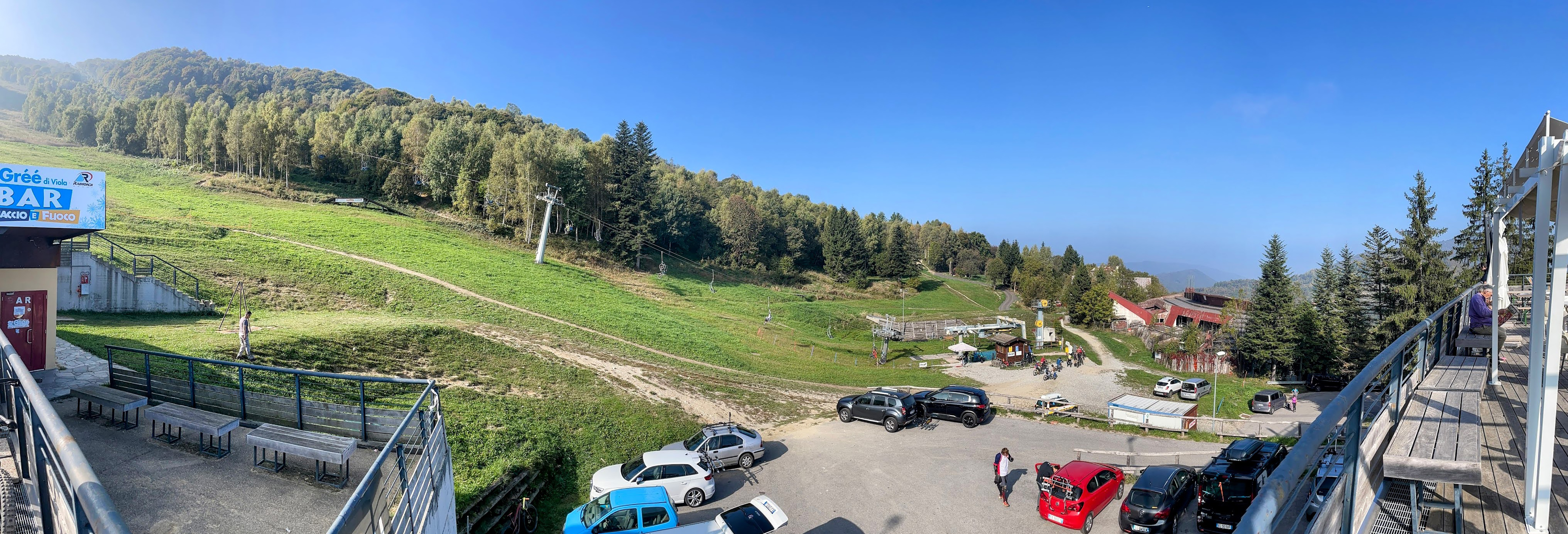
La seggiovia con il complesso del bar ristorante e negozio/meccanico MTB

Alla fine degli anni '80 iniziò il declino dopo numerosi passaggi di proprietà e speculazioni edilizie. Il rilancio avvenne a partire dal 2002 quando la Regione Piemonte, assieme al Comune di Viola, alla Provincia di Cuneo ed alla Comunità Montana della Valle Mongia sottoscrissero un accordo che finanziò la costruzione di un centro sportivo polivalente, composto da una pista di pattinaggio su teflon, un muro di arrampicata, un parco giochi estivo, un bar, alcuni locali adibiti ad uso commerciale ed un tapis roulant. A questo si aggiunse la realizzazione di una seggiovia biposto per raggiungere quota 1.650 m slm, intervento collegato, come chiesto dalla Regione Piemonte, alla completa rimozione di tutti i vecchi impianti da discesa della stazione di St.Gréé.
La seggiovia fu ultimata nel 2005, ma collaudata e avviata successivamente nel 2010. Attualmente la stazione di St.Gréé è dotata di una seggiovia (San Grato - Pian del Bal), due tapis roulant (Baby 1 e Baby 2), uno skilift (Vallone), una pista di pattinaggio su teflon, due bar, un ristorante, un negozio per noleggio/vendita di attrezzature sportive, scuola sci, oltre un muro di arrampicata ed un parco giochi di circa 1000 m².
Nell'estate 2017 la seggiovia è stata utilizzata anche per servire tre percorsi di discesa "Downhill e free ride" e nel 2020 ha ospitato i campionati italiani di downhill.

## Vie d'accesso
- In autostrada: A6, uscita Ceva, percorrendo la SP 430 fino alla località Piani di Mombasiglio e proseguendo per la Via Provinciale Mongia, che attraversa i comuni di Lisio e Viola.
- Strade Statali, Provinciali, Comunali: da Bagnasco percorrere Via bongiovanni, attraversare Battifollo e Scagnello in direzione Viola. In alternativa è possibile raggiungere Saint Gréé attraverso il passo del Colle di Casotto (1379 m).[6]